# جون أتكينسون
جون أتكينسون (7 يونيو 1878 في المملكة المتحدة - 20 نوفمبر 1951 في المملكة المتحدة) (بالإنجليزية: John Atkinson)‏ هو لاعب كريكت بريطاني وبريطاني (وحمل سابقاً جنسية المملكة المتحدة لبريطانيا العظمى وأيرلندا). لعب مع نادي مقاطعة نوتنغهامشير للكريكت ‏.

## وصلات خارجية
- جون أتكينسون على موقع إي آس بي آن كريك إنفو (الإنجليزية)